# Poa sclerocalamos
Poa sclerocalamos är en gräsart som beskrevs av Facchini och Francesco Ambrosi. Poa sclerocalamos ingår i släktet gröen, och familjen gräs. Inga underarter finns listade i Catalogue of Life.